# Rheumaptera titubata
Rheumaptera titubata är en fjärilsart som beskrevs av Louis Beethoven Prout 1941. Rheumaptera titubata ingår i släktet Rheumaptera och familjen mätare. Inga underarter finns listade.